# Cosmia illustrata
Cosmia illustrata är en fjärilsart som beskrevs av W. Warren 1912. Cosmia illustrata ingår i släktet Cosmia och familjen nattflyn. Inga underarter finns listade i Catalogue of Life.